# 갤리 (주방)

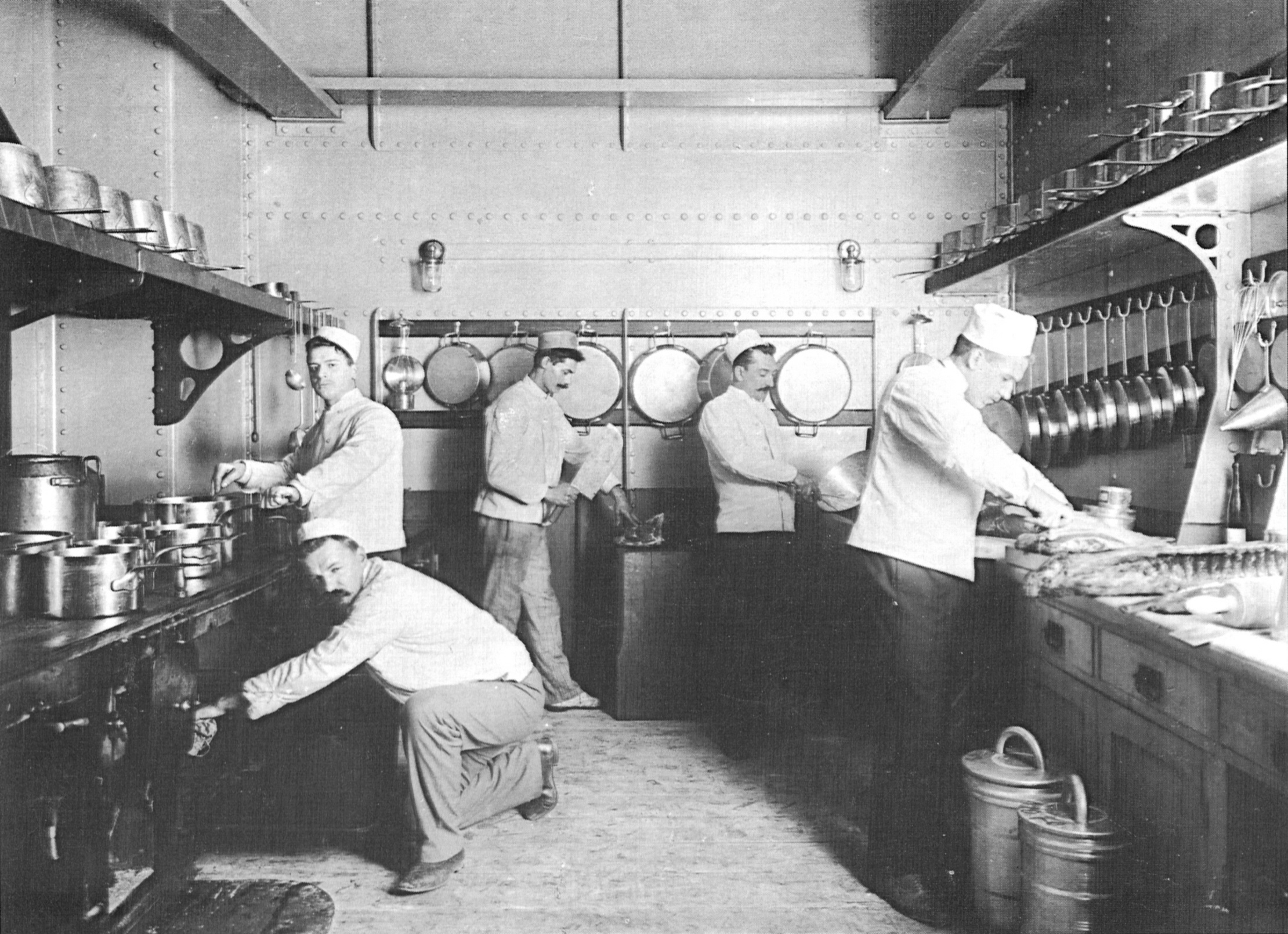
1905년경 지중해에 있는 오스트리아 여객선 SS 아프리카의 갤리

갤리(영어: galley)는 음식을 조리하고 준비하는 배, 기차, 항공기의 격실이다. 또한 해군 기지의 육상 주방을 의미할 수도 있고, 주방 설계 관점에서 주방 레이아웃의 직선 디자인을 의미할 수도 있다.